# 維索韋
51°21′32″N 26°25′31″E / 51.35889°N 26.42528°E
維索韋（烏克蘭語：Висове），是烏克蘭的村落，位於該國西北部羅夫諾州，由薩爾內區負責管轄，始建於1611年，面積0.48平方公里，海拔高度154米，2001年人口432，人口密度每平方公里900人。